# Cascavel (Paraná)
Cascavel è un comune del Brasile nello Stato del Paraná, parte della mesoregione dell'Oeste Paranaense e della microregione di Cascavel. Dista 491 km dalla capitale Curitiba.
Il comune è la sede della Regione Metropolitana di Cascavel, che conta più di 571.571 abitanti.

## Geografia fisica
Si trova su di un altopiano a 785 m s.l.m., 140 km a nord-est del confine triplo tra Brasile, Paraguay e Argentina.

## Società

### Etnie e minoranze straniere
| Etnia    | Percentuale |
| -------- | ----------- |
| Bianca   | 78,3%       |
| Nera     | 2,1%        |
| Asiatica | 0,5%        |
| Mulatta  | 18,6%       |
| Indiana  | 0,30%       |

Fonte: Censo 2000

## Infrastrutture e trasporti
La città è servita dall'Aeroporto di Cascavel.

## Cultura
Oltre il 90% della popolazione si dichiara di fede Cristiana Cattolica.